# Кім Пхьон Ре
Кім Пхьон Ре (кор. 김평래; 9 листопада 1987, Південна Корея) — південнокорейський футболіст, півзахисник клубу «Чоннам Дрегонз».

## Біографія
Виступав за команду сеульського університету «Чунан».
Влітку 2009 року перейшов у запорізький «Металург», разом із співвітчизником Хван Хун Хі. У Прем'єр-лізі України дебютував 2 серпня 2009 року у виїзному матчі проти маріупольського «Іллічівця» (2:1), вийшовши на 62 хвилині замість Євгена Пісоцького. Кім Пюнг Рае став першим південнокорейським гравцем в чемпіонаті України. У Кіма була мовна проблема в команді, йому довгий час шукали перекладача, до того ж він не знав англійської мови. Всього в чемпіонаті України він зіграв 7 матчі, також провів 2 матчі в Кубку України. У грудні 2009 року стало відомо, що він покинув клуб, разом з партнером з Південної Кореї. Пізніше з'явилася інформація Кім Пюнг Рае разом з Хван Хун Хі може перейти в одеський «Чорноморець», однак ця інформація була спростована.
На початку 2011 року перейшов в клуб «Соннам Ільхва Чхонма», де провів повних чотири сезони, після чого став виступати за «Чоннам Дрегонз».